# 细距堇菜
细距堇菜（学名：Viola tenuicornis）是堇菜科堇菜属的植物。分布在朝鲜、俄罗斯以及中国大陆的甘肃、辽宁、陕西、山西、黑龙江、吉林、河北等地，生长于海拔800米的地区，见于林下、灌丛林中、山坡草地较湿润处及林缘。

## 别名
弱距堇菜（拉汉种子植物名称）

## 异名
- Viola tenuicornis W. Beck. ssp. trichosepala W. Beck.
- Viola trichosepala (W. Beck.) Juz.